# Красново (Вологодский район)
Красново — деревня в Вологодском районе Вологодской области на реке Пудежка.
Входит в состав Семёнковского сельского поселения, с точки зрения административно-территориального деления — в Семёнковский сельсовет.
Расстояние по автодороге до районного центра Вологды — 8,5 км, до центра муниципального образования Семёнково — 0,5 км. Ближайшие населённые пункты — Пудега, Алексино, Барачево, Ярыгино, Кожевниково, Семёнково, Борилово, Никитино, Труфаново.
По переписи 2002 года население — 82 человека (36 мужчин, 46 женщин). Преобладающая национальность — русские (99 %).